# Mild ale

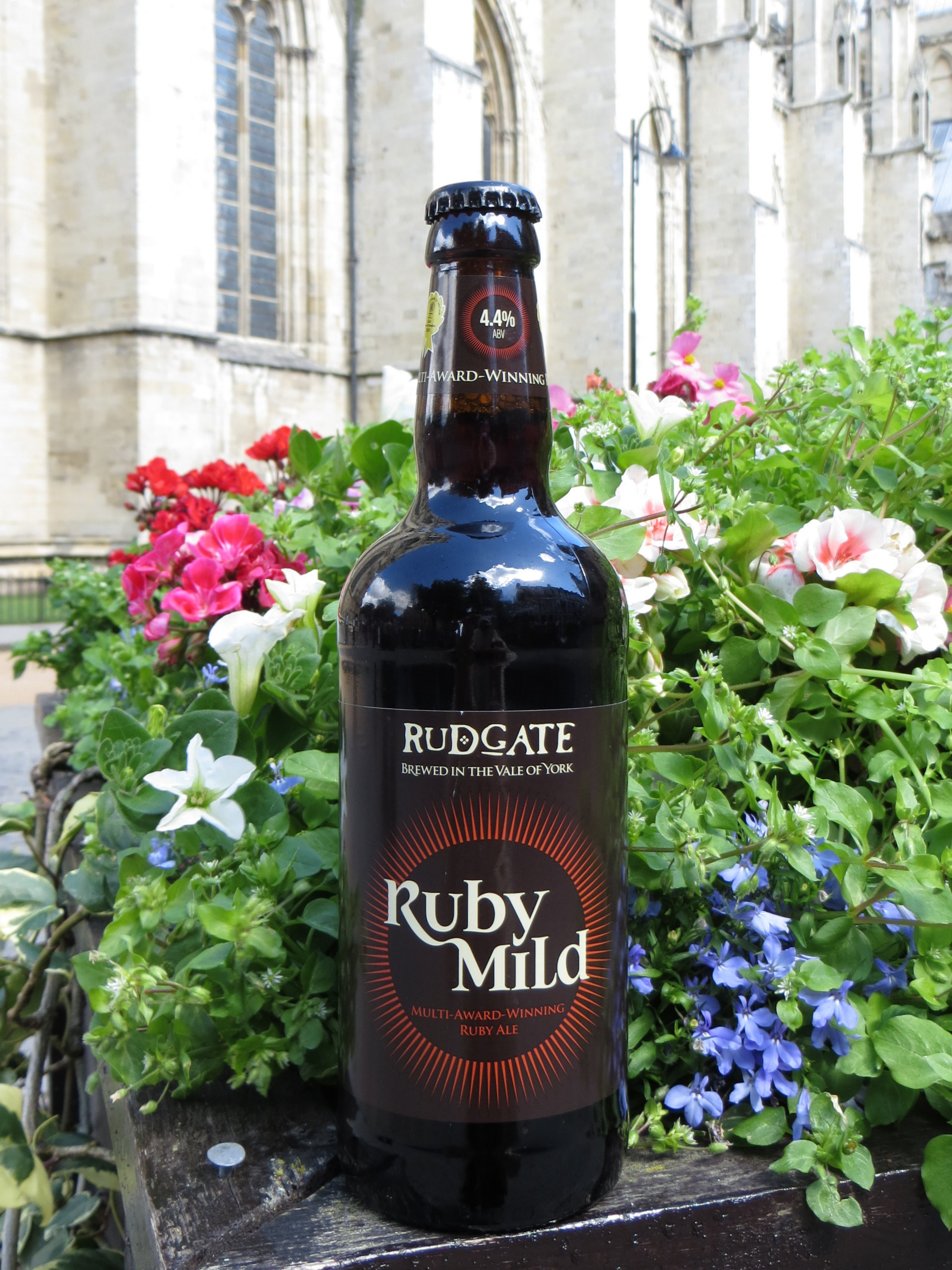

O termo "Mild" (leve) originalmente significava cervejas jovens, em oposição a cervejas envelhecidas e com sabores mais picantes. Em tempos mais recentes, tem sido interpretado como cervejas com uma baixa gravidade ou apenas levemente lupuladas. Este estilo de cerveja que se originou na grã-Bretanha no século XVII ou mesmo anteriormente é predominantemente maltado no paladar. As Mild Ales modernas são, principalmente, de cor escura, com um abv de 3% para 3,6%, apesar de existirem exemplos mais leves, bem como mais fortes, alcançando até 6% abv.
Uma vez vendido amplamente em Pubs ingleses, sofreram um forte declínio na popularidade após a década de 1960 e quase desapareceram. No entanto, nos últimos anos, a explosão de microcervejarias levou a um modesto renascimento e um número crescente de milds estão agora sendo fabricadas.
A Campanha Inglesa para a Cerveja Real designou maio como mês da Mild Ale. Nos Estados Unidos, um grupo de blogueiros de cerveja organizaram o primeiro Mês de Maio da Cerveja Mild Americana de 2015, com quarenta e cinco cervejarias de todo o país.

## História
"Mild" era um termo originalmente usado para designar qualquer cerveja que fosse jovem, fresca ou não envelhecida e não se referia a um estilo específico de cerveja. Assim, não havia apenas Mild Ale, mas também Mild Porter e mesmo Mild Bitter. Essas cervejas jovens eram, muitas vezes, misturadas(blended) com cervejas envelhecidas para melhorar o seu sabor. Com o passar do século XIX, o gosto do público se afastou das cervejas envelhecidas e cervejas jovens, principalmente na forma de Mild Ale ou de Bitter leves, começaram a dominar o mercado.